# 프락치 (영화)
"프락치"는 남매간첩단 사건을 소재로 하여 황철민 감독이 제작하여 2005년에 개봉한 대한민국의 인권 영화이다. 2005년 1월 26일부터 2월 6일까지 네덜란드에서 열린 제34회 로테르담 국제영화제 경쟁부문인 VPRO 타이거 어워즈(VPRO Tiger Awards Competition)에 초청되었다.

## 캐스팅
- 추헌엽 : K (프락치) 역
- 양영조 : 권씨 역
- 백학기 : 김 실장 역
- 김왕근 : 7호실 남자 역
- 이현화 : 7호실 여자 역
- 홍성춘 : 프락치의 형 역
- 엄혜란 : 프락치의 형수 역
- 김현주 : 프락치의 여자친구 역
- 김영미 : 여관아줌마 역
- 김경선 : 여관아저씨 역
- 김미준 : 밥집아줌마 역
- 김호산 : 프락치의 조카 역
- 김동균 : 양아치 1 역
- 이용우 : 양아치 2 역
- 김경태 : 양아치 3 역
- 이상현 : 까페손님 1 역
- 전성배 : 까페손님 2 역
- 김우섭 : 슈퍼배달부 역
- 신은효 : 명품점 사원 역
- 김강수 : 거리사내 역
- 정재환 : 라디오 목소리 역